# Гапчинська Євгенія Геннадіївна
Євгенія Геннадіївна Гапчи́нська (*15 листопада 1974, Харків) — українська художниця-живописиця.

## Життєпис
Народилася 15 листопада 1974 р. у Харкові в родині військового. П'ята дитина в родині. У п'ятирічному віці пішла до школи, а в 13 років стала студенткою Харківського художнього училища. Закінчила Харківське художнє училище і Харківський художній інститут, у 1996—1997 рр навчалася в Нюрнберзькій художній академії (Німеччина). У 2000-му році переїхала до Києва, де зараз має власну галерею. Одружена, має доньку та сина. Чоловік Євгенії, Дмитро, з 2014 року служив в АТО, а з 24 лютого 2022-го знаходиться у ЗСУ на фронті, воював під Бахмутом. 

## Творчість
До сьогодні Євгенія брала участь у понад 35 виставках, має персональні галереї у Києві, Дніпрі та Одесі. Живописно-виставкову діяльність розпочала 2002-го року. Роботи Євгенії продаються найдорожче серед сучасних українських художників. Художниця співпрацює з видавництвом «А-ба-ба-га-ла-ма-га», зокрема проілюструвала книжку Івана Малковича «Ліза та її сни», зробила обкладинки до «Чарлі і шоколадна фабрика», 2005, «Матильда», 2006. 
У 2008 році Укрпошта увела в обіг марки «Знаки Зодіаку» авторства Євгенії Гапчинської.
2010 року книга «Піратські історії» видавництва «Розумна дитина», яку проілюструвала Євгенія Гапчинська, потрапила до каталогу найкращих дитячих книжок світу «White Ravens 2010», що видає Міжнародна мюнхенська дитяча бібліотека.
Щороку робить більше десятка нових виставок в Україні, Росії, Франції, Бельгії, Англії, Нідерландах та інших країнах. Галереї Гапчинської були відкриті у Києві, Одесі та Дніпрі. Її роботи зберігаються в європейських музеях та приватних колекціях поціновувачів і діячів мистецтва.
Із зображенням її картин виготовляються настінні календарі, тарілки, сумки, подушки тощо. Альбоми її картин зберігаються у провідних бібліотеках країни. З 2012 року компанія Art Nation Agency розвиває бренд GAPCHINSKA, в 2020 році у номінації «Кращий ліцензійний видавничий проєкт» переміг проєкт, реалізований італійською компанією Malia Edizioni з брендом GAPCHINSKA, було випущено книги, блокноти, стікери для записів, чашки, еко-сумки, арт-постери, пазли, аромасаше з малюнками Євгенії Гапшинської.
|                                     |  |  |  |  |  |  |  |  |  |  |
| Марки авторства Євгенії Гапчинської |  |  |  |  |  |  |  |  |  |  |